# Emilio Mihura
Emilio Mihura (Gualeguay, 14 de octubre de 1873 - Buenos Aires, 13 de agosto de 1943) fue un hacendado y político argentino que ejerció como ministro de Agricultura y Ganadería de su país durante la segunda mitad de la presidencia de Marcelo T. de Alvear.
Afiliado desde su juventud a la Unión Cívica Radical, fue elegido diputado nacional en 1914 y vicegobernador en 1918, acompañando al también oriundo de Gualeguay, Celestino Marcó.  Presentó su renuncia al cargo el 5 de marzo de 1922, al ser proclamado su hermano Ramón Mihura candidato a gobernador.
Desde su juventud se había dedicado a la producción ganadera, y era heredero de una gran estancia cerca de Gualaguay. En 1925 el presidente Alvear lo nombra ministro de Agricultura y Ganadería de la Nación, para reemplazar a Tomás Le Breton, cuya gestión había causado muchos conflictos dentro del radicalismo, aunque no se logró evitar su división.
Su hijo, también llamado Emilio Mihura, fue diputado nacional por la Unión Cívica Radical Intransigente entre 1958 y 1962.